# Kaiserschild
Kaiserschild är ett berg i Österrike.   Det ligger i distriktet Leoben och förbundslandet Steiermark, i den östra delen av landet, 140 km sydväst om huvudstaden Wien. Toppen på Kaiserschild är 2 084 meter över havet, eller 779 meter över den omgivande terrängen. Bredden vid basen är 6,4 km.
Terrängen runt Kaiserschild är huvudsakligen bergig, men söderut är den kuperad. Närmaste större samhälle är Eisenerz, 5,0 km öster om Kaiserschild. 
I omgivningarna runt Kaiserschild växer i huvudsak blandskog. Runt Kaiserschild är det ganska tätbefolkat, med 60 invånare per kvadratkilometer.